# プライド&グローリー (映画)
『プライド&グローリー』（Pride and Glory）は、2008年にアメリカ合衆国とドイツが共同製作したドラマ映画。日本では劇場公開されずビデオスルーとなった。

## ストーリー
ニューヨーク市警察に勤めるレイ・ティアニー刑事は、過去のトラウマが原因で現場から長らく遠ざかっていたが、警察高官の父フランシス・Srの命令で現場に復帰することになる。彼が特別捜査班を指揮することになった事件は麻薬取引現場を市警察が取り押さえようとした際、相手の反撃によって警官2名が殺害され、残り2名も重体となるといった大事件であった。レイが生まれたティアニー家は、警察高官の父、警察分署長の兄フランシス・Jr、そしてその兄の部下である義弟のジミーといった警察一家であった。レイは警察内部に麻薬組織の内通者がいると睨み、捜査を開始する。だが、義弟であるジミーこそが内通者であり、裏で汚職を行っているという事実を掴んだ彼は、警察と家族との間で葛藤していく。

## キャスト
※括弧内は日本語吹替
- レイ・ティアニー - エドワード・ノートン（平田広明）
- ジミー・イーガン - コリン・ファレル（津田健次郎）
- フランシス・ティアニー・Sr - ジョン・ヴォイト（小林修）
- フランシス・ティアニー・Jr - ノア・エメリッヒ
- アビー・ティアニー - ジェニファー・イーリー
- ルーベン・サンティアゴ - ジョン・オーティス
- エディ・カルボーン - フランク・グリロ（西凜太朗）
- ケニー・ドゥーガン - シェー・ウィガム
- ミーガン・イーガン - レイク・ベル
- ターシャ - カーメン・イジョゴ
- エンジェル・テーゾ - ラモン・ロドリゲス

## 評価
レビュー・アグリゲーターのRotten Tomatoesでは156件のレビューで支持率は35%、平均点は5.10/10となった。Metacriticでは29件のレビューを基に加重平均値が45/100となった。